# Colombier du château du Bois de la Salle
Le colombier du château du Bois de la Salle est un bâtiment à Pléguien, une commune du département des Côtes-d'Armor dans la région Bretagne en France. Le colombier est inscrit au titre des monuments historiques le 24 décembre 1993.
Le colombier du XVIIIe siècle est en parfait état de conservation. La toiture d'ardoise et lanternon est relevé en 1701. 
L'intérieur comprend des centaines de boulins incurvés où nichent les couples de pigeons.   